# Thomas Foster (Politiker, vor 1855)
Thomas Foster war ein US-amerikanischer Politiker. In den Jahren 1855 und 1856 war er Bürgermeister der Stadt Los Angeles in Kalifornien. 

## Leben
Über Thomas Foster gibt es so gut wie keine verwertbaren Quellen. Sicher ist nur, dass er zumindest zeitweise in Los Angeles lebte, Mitglied der Demokratischen Partei war und hauptberuflich als Arzt praktizierte. Seine Lebensdaten sind nicht überliefert. Im Jahr 1855 wurde er mit 192:179 Stimmen zum Bürgermeister der damals noch kleinen Stadt Los Angeles gewählt. Dieses Amt bekleidete er zwischen dem 9. Mai 1855 und dem 7. Mai 1856. Sein Hauptanliegen war die Verbesserung der Infrastruktur, namentlich der Wasser- und Abwasseranlagen und des Bildungswesens durch den Bau neuer Schulgebäude, in denen auch Mädchen unterrichtet wurden. 1855 wurde eine Frachtlinie nach Salt Lake City eingerichtet, die den Handel der Stadt belebte. Im selben Jahr richtete ein Erdbeben starke Schäden in Los Angeles an.
Thomas Foster war nicht mit  Stephen Clark Foster verwandt, der sowohl sein Vorgänger als auch sein Nachfolger war. Nach dem Ende seiner Zeit als Bürgermeister verliert sich seine Spur wieder.